# TK-208 Dimitri Donskoï
Le TK-208 puis TK-208 Dmitri Donskoï (en russe : ТК-208 «Дмитрий Донской») est le premier sous-marin nucléaire lanceur d'engins du projet 941 « Akoula » (code OTAN : classe Typhoon).

## Service

### Construction et lancement

Silhouette d'un sous-marin nucléaire lanceur d'engins du projet 941 « Akula ».

Le 16 mars 1976, le TK-208 est inscrit sur la liste des navires de guerre de la Marine soviétique en tant que « croiseur sous-marin lance-missiles » (RPK). Sa quille est posée le 30 juin 1976 au chantier naval no 402 de la Sevmash à Severodvinsk. Pour construire les sous-marins de la classe Typhoon, un nouveau bâtiment a été construit, le plus grand dock couvert au monde. Le 25 juillet 1977, le bâtiment en construction est reclassé « croiseur lourd sous-marin lance-missiles » (TRPK). Il est lancé officiellement le 23 septembre 1979 ou le 27 septembre 1980 (autre date possible de mise à l'eau) et il entre en service le 29 décembre 1981 après avoir réussi ses essais en mer.
Le 9 février 1982, le TK-208 est affecté à la 18e division de sous-marins, la 1re flottille de Flotte du Nord (18 ДПЛ 1 ФлПЛ СФ), stationnée dans la baie Nerpichia, l'une des installations de la base navale de Zapadnaïa Litsa. Les travaux d'achèvement du sous-marin ne sont pas alors réellement terminés. Le 14 décembre de la même année le pavillon soviétique est hissé à bord lors de la première cérémonie des couleurs. Le 22 décembre le sous-marin rejoint la baie Nerpichia. Comme les sous-marins occidentaux, chaque sous-marin de la classe Typhoon est sous la responsabilité de deux équipages.

### Patrouilles opérationnelles et première IPER
Le TK-208 effectue sa première patrouille opérationnelle en décembre 1982 et janvier 1983. Puis une deuxième patrouille opérationnelle entre décembre 1983 et avril 1984, au cours de laquelle il passe 121 jours en plongée. Cette mission est l'occasion de tester son système d'armes D-19 et les missiles balistiques R-39 Rif (en).
Le sous-marin est envoyé à nouveau en patrouille opérationnelle de décembre 1986 à février 1987 puis en avril 1988. Le 20 septembre 1989, le TK-208 est placé en IPER (KR) au chantier naval Sevmash pour réparations et modernisation en projet 941U, quelques mois avant la dislocation de l'URSS. En 1991, à la suite du manque de moyens financiers et du fait des problèmes rencontrés avec les missiles RSM-52V Bark, l'IPER est quasiment stoppée et le projet 941U est annulé. Le 7 septembre, le TK-208 aurait été endommagé lors d'un lancement de missile.
Le 3 juin 1992, le TK-208 est reclassé en « croiseur lourd sous-marin nucléaire stratégique » (TAPKSN - ТАПКСН). En septembre 1996 a lieu la signature d'un protocole de parrainage par le ministère de l'énergie nucléaire. La modernisation en projet 941UM se poursuit entre 1996 et 2002.
Le 7 octobre 2000, le TK-208 est rebaptisé TK-208 Dimitri Donskoï en hommage à Dimitri Ier Donskoï (1350-1389), grand prince de Vladimir et de Moscou. Le 26 février 2002, la modernisation est officiellement terminée, le sous-marin est sorti de la forme de radoub le 26 juin et début ses essais en mer après l'IPER le 30 juin. Le 26 juillet, il est réintroduit dans la liste des bâtiments actifs de la Flotte du Nord.
Les modifications apportées pendant l'IPER visent à transformer le bâtiment en plateforme de test du nouveau missile balistique russe : le R-30 Boulava.

### Plateforme de tir des missiles Boulava
Le 11 décembre 2003, le TK-208 Dimitri Donskoï procède au lancement d'un missile d'entraînement Boulava-M en surface, puis à un nouvel essai du même missile le 23 septembre 2004 en mer Blanche, cette fois en plongée. Le 13 novembre et le 2 décembre, l'équipage procède à des essais de la centrale de navigation en mer. En décembre 2004, le TK-2018 réintègre la 18e division de sous-marins et est équipé du système missile Boulava.
Le 27 septembre 2005, il procède au tir d'un missile Boulava en plongée à 17 h 22 (13 h 22 GMT) depuis la mer Blanche. L’ogive du missile a atteint sa cible sur le polygone de Koura, situé sur la péninsule du Kamtchatka. Le 21 décembre, il effectue un nouveau tir de missile Boulava en plongée depuis la mer Blanche. L’ogive du missile a atteint là encore sa cible sur le polygone de Koura, au Kamtchatka.
Le 7 septembre 2006, un troisième tir de missile R-30 Boulava échoue en raison d'un dysfonctionnement sur le deuxième étage du missile. Le 25 octobre, le TK-208 lance avec succès un missile Boulava, qui s'écrase en mer à la suite d'un problème de guidage. Lors d'essais en mer le TK-208 bat de 2 nœuds (4 km/h) la vitesse maximale du précédent record de la classe Typhoon.
Le 27 janvier 2007, le TK-208 Dimitri Donskoï procède au lancement d'un missile Boulava (le résultat de ce tir est inconnu), puis à nouveau le 28 juin en plongée, vers le polygone de Koura.
Le 18 septembre 2008, le sous-marin tire un missile Boulava en plongée depuis la mer Blanche. L’ogive du missile a atteint sa cible sur le polygone de Koura, 20 minutes plus tard et le tir est un succès. Le 28 novembre, le TK-208 réussit un nouveau tir de Boulava depuis la mer Blanche vers le Kamtchatka. Le 23 décembre à 6 h 0 heure de Moscou, le tir d'un missile Boulava depuis la mer Blanche se solde par un échec, en raison d'un dysfonctionnement au niveau du troisième étage.
L'année 2009 est à nouveau marquée par plusieurs échecs. Le 15 juillet le lancement d'un missile Boulava est perturbé par un générateur de gaz défaillant au niveau du premier étage ; et, l'essai du 10 décembre par un dysfonctionnement au troisième étage du missile.
Le 7 octobre 2010, le TK-208 procède au lancement réussi d'un missile Boulava en plongée depuis la mer Blanche, vers le polygone de Koura, au Kamtchatka, puis à nouveau le 29 octobre, dans les mêmes conditions que le précédent. Ce tir réussi marque le 14e tir de missile réalisé par le TK-208 Dimitri Donskoï.
Le 30 juillet 2012, le sous-marin est photographié dans le dock Soukhon du chantier naval Sevmash. Sa durée de service est prolongée jusqu'en 2020. Le 24 juin 2013, il appareille de Severodvinsk pour servir de plastron au K-550 Aleksandr Nevski (projet 955) et au K-560 Severodvinsk (projet 885). Il rentre à quai le 2 juillet. Un nouvel essai de missile balistique Boulava est programmé courant septembre 2013.
Il effectue une sortie en mer entre le 9 juin 2014 et le 18 juin, date de son retour à quai. Le 21 juillet, le TK-208 Dimitri Donskoï rentre à quai après avoir participé aux essais du K-551 Vladimir Monomakh du projet 955 « Boreï » (classe Boreï). Le 30 août, il appareille en même temps que le K-560 Severodvinsk pour la mer Blanche.
À la suite des traités de désarmement et du fait de la situation financière, leTK-202 puis le TK-12 Simbirsk et enfin TK-13 ont été retirés des listes des bâtiments actifs de la marine. Actuellement deux d'entre eux ont été complètement démantelés, laissant le TK-208 seul bâtiment encore en service de sa classe et le plus gros sous-marin du monde en service actif.
Le 20 juillet 2022, l’agence officielle Ria Novosti de Moscou annonce que le Dmitri Donskoï a été retiré de la flotte et va être mis au rebut, a déclaré à l’agence un haut fonctionnaire anonyme du « complexe militaro-industriel ». Il a précisé que le nom du submersible a d’ores et déjà été attribué à un autre sous-marin nucléaire russe en construction, de la classe Boreï-A, ou projet 955A, faisant référence à la classe de sous-marins nucléaires lanceurs d’engins (SNLE) de quatrième génération en cours de développement en Russie.
L'annonce de son retrait du service a lieu le 6 février 2023.